# Марко Марін (фехтувальник)
Марко Марін (італ. Marco Marin; нар. 4 липня 1963, Падуя, Італія) — італійський фехтувальник на шаблях, олімпійський чемпіон (1984 рік), дворазовий срібний (1984 та 1992 роки), та бронзовий (1988 рік) призер Олімпійських ігор, чемпіон світу.

## Виступи на Олімпіадах
| Олімпіада         | Дисципліна          | Місце |
| ----------------- | ------------------- | ----- |
| Лос-Анджелес 1984 | індивідуальна шабля | 2     |
| Лос-Анджелес 1984 | командна шабля      | 1     |
| Сеул 1988         | індивідуальна шабля | 14    |
| Сеул 1988         | командна шабля      | 3     |
| Барселона 1992    | індивідуальна шабля | 2     |
| Барселона 1992    | командна шабля      | 8     |